# Уїда
Уїда (фр. Ouidah або Juda, порт. Ajudá, нід. Fida) — місто в Беніні, розташоване у південній частині країни, на узбережжі Гвінейської затоки, головне місто департаменту Атлантичний. Океанський порт. Адміністративно територія Уїди охоплює 10 районів, 4 з них — міські, 6 — сільські. Територія його становить 364 км²; чисельність населення — 64 433 особи (за даними перепису 2002).
Основним заняттям місцевих жителів є сільське господарство, поблизу Уїди розміщена також велика тютюнова фабрика. В минулому Уїда була одним із центрів торгівлі рабами, а порт — їхнього вивезення за океан.

## Історія
У середньовіччі місто мало назву Аджуда й було столицею королівства Сахе.
У 1680 португальці збудували тут порт і фортецю, однак невдовзі залишили їх.
У 1721 португальці повернулись та відновили форт, давши йому назву Сан-Жуан Батіста ді Ажуда.
У 1727 на нього напав король Дагомеї Доссу Агаджа, який в 1728 захопив королівство Сахе.
У 1806—1849 комендантом фортеці був Франсіску Фелікс ді Соза — кровний брат короля Гезо, якому останній надав право монополії на торгівлю рабами.
У 1859 португальці залишили Уїду, а в 1861 король Дагомеї передав її французьким місіонерам, однак в 1869 португальці повернули собі місто й призначили в ньому губернатора.
У 1961 Дагомея зажадала передачі їй міста, й у 1975 Португалія остаточно офіційно відмовилась від своїх прав на Уїду.

## Пам'ятки
До місцевих пам'яток належать Історичний музей, старовинний португальський форт, Священний ліс, Шлях рабів — дорога, що поєднувала колишній ринок рабів із портом та монументальною Брамою «Немає вороття», відтворена на кошти ЮНЕСКО. Щороку 10 січня на морському узбережжі Уїди проводиться великий фестиваль вуду.

## Відомі жителі
- Анжеліка Кіджо — одна з найвідоміших африканських співачок
- Еміль Зінсу — президент Беніну у 1968-1969 роках